# Kostel svatého Václava (Radíčeves)
Kostel svatého Václava je římskokatolický farní kostel v Radíčevsi v okrese Louny zasvěcený svatému Václavovi. Od roku 1964 je chráněn jako kulturní památka. Jádro stavby je vrcholně gotické, ale vnější podoba pochází z barokní přestavby, při které byl kostel prodloužen. V průběhu roku 2015 proběhla celková rekonstrukce kostela i jeho nejbližšího okolí. Náklady ve výši šesti miliónů korun z větší části pokryla dotace Regionálního operačního programu Severozápad. Mši při slavnostním znovuotevření 5. prosince 2015 sloužil biskup Jan Baxant.

## Historie a stavební vývoj
Dochované architektonické články nedovolují kostel blíže datovat než na dobu před polovinou 14. století. Přibližně z této doby také pochází první písemná zmínka o kostele: V roce 1357 zemřel zdejší farář Jan, kterého nahradil Henlin. Nového duchovního prezentoval Mikuláš zvaný Slánský, měšťan Starého Města pražského. Znamená to, že měl ke kostelu patronátní právo. V předhusitském období se duchovní správci často střídali. Za zmínku stojí, že faráři mívali k ruce kaplany a že Jakub, který nastoupil do funkce v roce 1404, byl před tím kaplanem královské kaple na Karlštejně. Za husitských válek radíčeveská farnost zanikla. Po roce 1620 vykonávali v Radíčevsi duchovní správu kněží ze Žatce, od roku 1680 se kostel stal filiálním kostelu svatého Bartoloměje v Žaboklikách. Roku 1786 byla v Radičevsi zřízena lokálie a v roce 1858 obnovena fara.
Při celkové opravě kostela v roce 2015 bylo částečně odhaleno jeho zdivo. Během této rekonstrukce se objevila dvě původní hrotitá okna presbytáře, východní a severovýchodní, během novověkých úprav zazděná. Sakristie, do které se vstupuje z presbytáře portálem s lomeným obloukem, je pravděpodobně až dílem pozdní gotiky.
Zřejmě v roce 1706 došlo k první barokní úpravě kostela, když byla prodloužena loď a zřízen stávající jižní vstup do lodi. V letech 1718–1721 byla zrušena renesanční zvonice a postavena stávající věž. V té době byla zazděna i původní gotická okna presbytáře. Roku 1900 byl proražen stávající čtvercový okenní otvor sakristie, který nahradil původní pozdně gotický.

## Stavební podoba

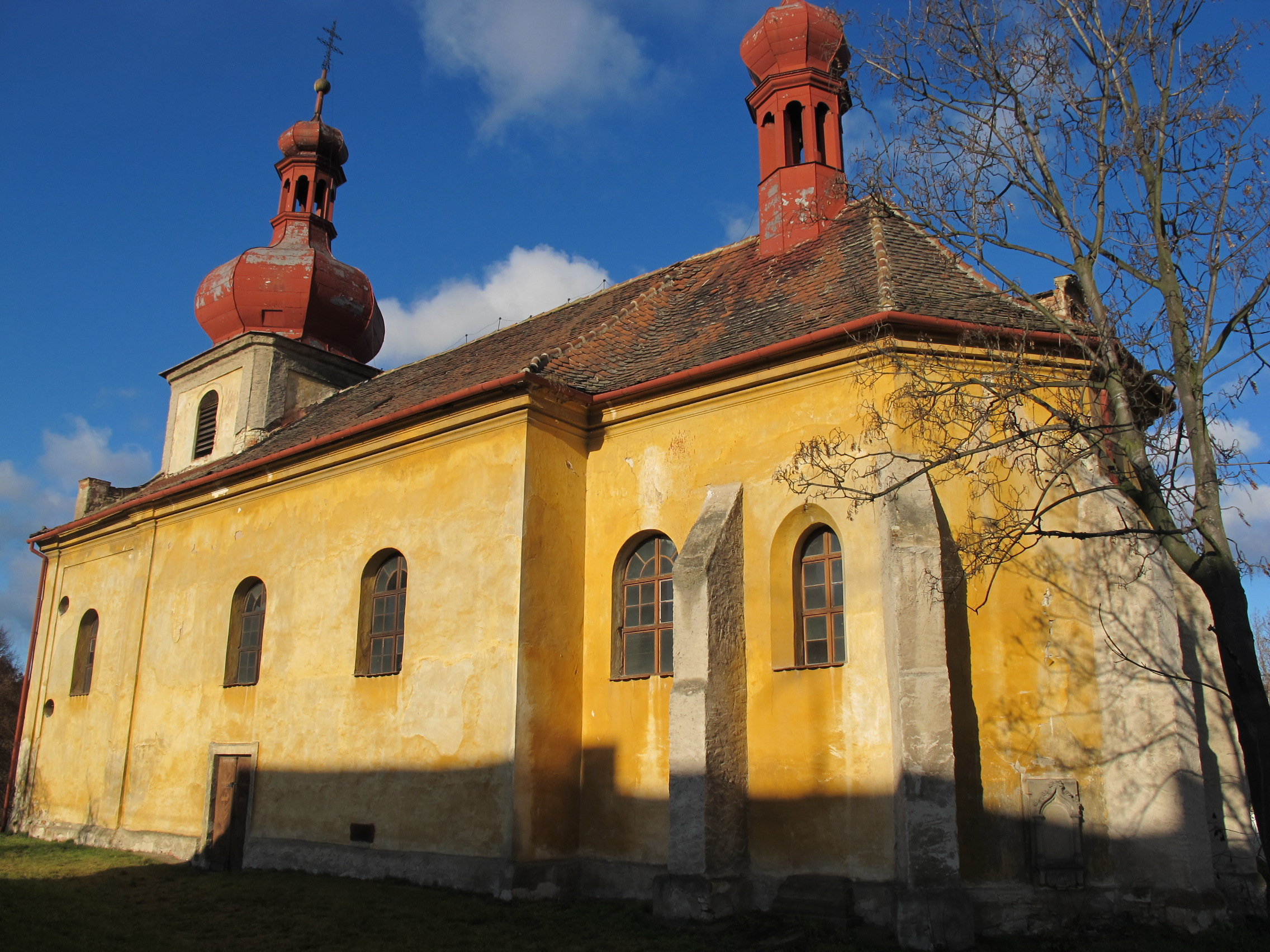
Kostel v Radíčevsi v pohledu od závěru (v roce 2011)

Jednolodní obdélný kostel je orientovaný k východu, kde ho uzavírá pětiboký presbytář opatřený opěráky. K jeho severní straně je přistavěna sakristie přístupná gotickým portálem. Západní část, z jejíž střechy vybíhá hranolová věž, byla přistavěna během barokní přestavby. Pod ní se před západním průčelím nachází předsíň. V západní části plochostropé lodi stojí zděná kruchta s arkádami. Presbytář je od lodi oddělený hrotitým vítězným obloukem, zaklenutý žebrovým křížem a v závěru paprsčitou klenbou.
U vstupu na hřbitov stojí památkově chráněná barokní socha svatého Jana Nepomuckého z roku 1718. Západní část hřbitova je zakončena novorománskou kaplí.

## Zařízení
Barokní sloupový oltář s obrazem svatého Václava stojí na gotické zděné menze a doplňují ho sochy svaté Barbory, svaté Kateřiny, svatého Ondřeje a svatého Bartoloměje ze druhé čtvrtiny osmnáctého století. Další oltáře jsou dva: rozvilinový rámový oltář Panny Marie z doby okolo roku 1700 a pilastrový portálový oltář svaté Anny ze stejné doby. Kromě obrazu patronky ho zdobí postranní sochy svatého Antonína a svaté Anežky, socha Panny Marie ve výklenku a svatý Jiří ve vrcholové části. K zařízení patří také kamenná křtitelnice s cínovou mísou a kazatelna z konce první poloviny osmnáctého století. V závěru presbytáře se nachází epitaf Marie Polexiny z Kolovrat z roku 1615, která zemřela ve věku necelého roku.
Původní barokní varhany z poloviny 18. století byly nahrazeny novými v roce 1867 z dílny libouchecké varhanářské rodiny Fellerů. V roce 1935 je opravil varhanář z Teplic Hauser, po válce byly devastovány a píšťaly rozkradeny.